# Josh Saviano
Joshua David Saviano, (White Plains, 31 de março de 1976) é um advogado americano e ex-ator conhecido por interpretar o personagem Paul Pfeiffer, na série The Wonder Years.

## Vida e carreira
Saviano cresceu no norte de New Jersey, filho de Jane e Saviano Ralph, um consultor financeiro. Seu papel em The Wonder Years foi um dos seus poucos como ator. Sua primeira aparição na televisão foi um papel de apenas uma fala em um comercial de pasta de dente. Outros papéis foram interpretando Kid Belz no filme The Wrong Guys, em 1988 e Plotkin Max no filme de Acampamento Cucamonga feito especialmente para a televisão, em 1990. Participou de The Wonder Years desde seu início em 1988 até o término em 1993. Ele também estrelou na série The Ray Bradbury Theater em 1989, como Willie e em Reading Rainbow e Fun House como a si mesmo. 
Com o término do colegial, Saviano cursou na renomada Universidade de Yale, onde se tornou presidente da fraternidade Sigma Nu e se formou em Ciências Políticas. Após a formatura, em 1998, ele trabalhou por um tempo como um consultor jurídico em uma firma de advocacia de Nova York. Em 2000, ele trabalhou em uma empresa de Internet antes de ingressar na Benjamin N. Cardozo Law School em agosto do mesmo ano. É atualmente consultor sênior na Morrison Cohen LLP.

## Lenda urbana
Circulou um mito urbano de que o personagem de Saviano, Paul Pfeiffer, era intepretado pelo cantor Marilyn Manson. Saviano tomou conhecimento da lenda urbana, afirmando que na faculdade ele recebia mais de 20 emails por dia perguntando sobre o assunto, e que ele considerava-se honrado por pessoas associarem a imagem dele com a de uma estrela de rock em vez de com um geek.